# Chapitô

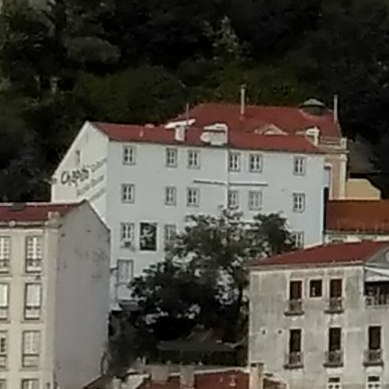
Edifício do Chapitô, visto do Arco da Rua Augusta.

O Chapitô é uma organização não governamental situada na Costa do Castelo em Lisboa, num edifício histórico onde, até meados do séc. XX, funcionava um orfanato para “filhos naturais” de pais abastados. É um espaço pluridisciplinar onde se desenvolvem actividades em três áreas distintas em permanente articulação: apoio social, formação e cultura.
Como associação cultural sem fins lucrativos, ONG e Instituição Particular de Solidariedade Social, com estatuto de Superior Interesse Social e Manifesto Interesse Cultural, tem como matriz a intervenção e integração social através das artes.
Em 2008 apresentou uma candidatura ao Mecanismo Financeiro do Espaço Económico Europeu (MFEEE) com o projecto "Arte de Viver", com o objectivo de divulgar a cidadania.
Em 2009 foi o vencedor do Prémio Gulbenkian Beneficência 2009, sendo reconhecido o mérito do esforço desenvolvido com vista à reinserção social e capacitação profissional, essencialmente orientada para os jovens.